# Wolxheim (AOC)
Le wolxheim, ou alsace Wolxheim, est un vin blanc produit uniquement avec le cépage riesling sur les communes de Wolxheim et Dahlenheim dans le Bas-Rhin, encadrant l'aire de production du grand cru altenberg-de-wolxheim.
C'est une dénomination géographique complémentaire créée en octobre 2011 au sein de l'appellation vin d'Alsace.
Selon les Douanes, la superficie revendiquée en 2023 sous la dénomination est de 2,29 hectares. La production déclarée en 2023 a été de 116 hectolitres de blanc (un hectolitre = 100 litres = 133 bouteilles de 75 cl).
Le rendement maximum autorisé par le cahier des charges en rouge est de 72 hectolitres par hectare avec comme rendement butoir 79 hl/ha. En 2023, le rendement moyen a été de 51 hl/ha.